# Nicholas Yatromanolakis
Nicholas Yatromanolakis (Νικόλας Γιατρομανωλάκης; Atene, 17 marzo 1975) è un politico, funzionario e attivista greco.
Dal 5 gennaio 2021 è Vice Ministro della Cultura Moderna. È stato Segretario generale per la cultura contemporanea presso il Ministero della cultura e dello sport dal 2019 al 2021.

## Biografia
È nato e cresciuto ad Atene. È il figlio dello scrittore e accademico George Yatromanolakis e dell'accademica Rena Lekanidou. Ha conseguito una laurea in scienze politiche e relazioni internazionali presso l'Università Panteion di Atene. In seguito ha ottenuto un master in politiche pubbliche (MPP) presso la John F. Kennedy School of Government presso l'Università di Harvard negli Stati Uniti d'America.
Da gennaio 2017 a luglio 2019 ha ricoperto la carica di Direttore Marketing e Comunicazione del Centro Culturale della Fondazione Stavros Niarchos. In passato ha lavorato come manager in aziende greche e multinazionali come Microsoft, V + O Communication, S&B Industrial Minerals e l'emittente televisiva Alpha TV, oltre che presso la Hellenic Foundation for European & Foreign Policy (ELIAMEP) e l'Università di Harvard. Nel 2013 è stato selezionato peri li Marshall Memorial Fellow. Nel 2019 è stato eletto membro del Consiglio di amministrazione dell'Harvard Club of Greece.
Tra le altre pubblicazioni, ha curato il libro New Approaches to Balkan Studies ed ha partecipato all'edizione 2001 del Global Competitiveness Report del Forum economico mondiale. È stato il curatore scientifico dell'edizione greca del Manuale della NATO e il curatore delle monografie e delle pubblicazioni di ELIAMEP nel periodo decorrente dal 1996 al 1998.
È stato attivo nel campo dei diritti umani e in particolare dei diritti delle persone LGBT+, e ha partecipato volontariamente ad organizzazioni senza scopo di lucro per l'inclusione sociale delle persone vulnerabili e la salute fisica e mentale dei bambini.
E' apertamente omosessuale.

### Carriera politica
È stato membro fondatore di To Potami, di cui è stato il leader della campagna elettorale del partito alle elezioni europee del 2014. Alle elezioni parlamentari del gennaio 2015 si è classificato secondo nella circoscrizione di Atene.
Dal 1º agosto 2019 ha assunto le funzioni di Segretario Generale della Cultura Contemporanea nel governo del primo ministro conservatore di Nuova Democrazia Kyriakos Mītsotakīs. È stato la prima persona a ricoprire questo incarico poiché questo Segretariato generale non esisteva in precedenza.
Nel rimpasto di governo del 4 gennaio 2021, ha assunto la carica di Viceministro della Cultura per la Cultura Contemporanea nel governo Mītsotakīs. In tal modo è diventato il primo membro apertamente gay del Consiglio dei ministri della storia della Repubblica Ellenica.